# مطار بولي ألاشهانكو
مطار بولي ألاشهانكو (بالصينية: 博乐阿拉山口机场)(إياتا: BPL، إيكاو: ZWBL) مطار عام يقع بمدينة بولي في Alashankou وShuanghe في الصين. يبلغ طول المدرج 2600 م ويرتفع عن سطح البحر 382 م. يقع على بعد 18 كيلومترًا شرق بولي و50 كيلومترًا جنوب معبر ألاشانكو الحدودي مع كازاخستان، و10 كيلومترات شمال شوانغي. بدأ البناء في يوليو 2009 باستثمار 320 مليون يوان، وافتتح المطار في 10 يوليو 2010.

## شركات الطيران والوجهات
| شركـات طيـران          | الوجهات                                                                           |
| ---------------------- | --------------------------------------------------------------------------------- |
| خطوط شرق الصين الجوية  | مطار شانغهاي بودنغ الدولي، مطار شيان شيانيانغ الدولي                              |
| طيران الصين اكسبرس     | مطار كاراماي، مطار كاشغر الدولي، مطار كورلا، مطار تاشيهينغ                        |
| خطوط جنوب الصين الجوية | مطار تشانغشا هوانغوا الدولي، مطار أورومتشي ديوبو الدولي، مطار ووهان تيانهي الدولي |
| Joy Air                | مطار كاناس، مطار كاراماي                                                          |
| خطوط سيتشوان الجوية    | مطار تشنغدو شوانغليو الدولي                                                       |
| خطوط تيانجين الجوية    | مطار أورومتشي ديوبو الدولي                                                        |

## وصلات خارجية
- http://www.flightstats.com/go/Airport/airportDetails.do?airportCode=BPL